# Myx
Myx é um canal de televisão por assinatura filipino, pertencente e operado pela ABS-CBN. O canal foi lançado em 20 de novembro de 2000 como o bloco de programação em Studio 23 e que foi lançado em 2002 como um canal de televisão.

## Logotipos

2002-2021
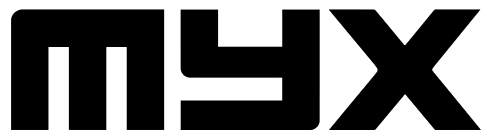
Desde 2021